# Rorippa nasturtium
Rorippa nasturtium là một loài thực vật có hoa trong họ Cải. Loài này được Scop. miêu tả khoa học đầu tiên.